# Somera javensis
Somera javensis är en fjärilsart som beskrevs av Alexander Schintlmeister. Somera javensis ingår i släktet Somera och familjen tandspinnare. Inga underarter finns listade i Catalogue of Life.